# Little Big Adventure
Little Big Adventure (LBA) — компьютерная игра, созданная студией Adeline Software International и выпущенная в конце 1994 года.
В Европе игру издала Electronic Arts, а в Северной Америке, Азии и Океании — Activision, под названием Relentless: Twinsen’s Adventure. Продажи первого релиза по всему свету превысили 400 тысяч копий. Первоначально игру выпустили на CD-ROM, позже появилась версия на дискетах. Версия на компакт-дисках содержала видеоролики, музыку CD-качества и речь, тогда как в версии на дискетах использовались музыкальные файлы в формате MIDI, а ролики были заменены статичными изображениями. Позднее игра была портирована на PlayStation и выпущена в Европе и Японии. Позднее был издан сиквел под названием Little Big Adventure 2 (также известный как Twinsen’s Odyssey).
20 октября 2015 года игра была выпущена в Steam. В марте 2023 года был анонсирован ремейк и оригинальной игры, и её сиквела, с планируемой датой выхода в 2024 году.

## Введение
Действие игры происходит на странной планете Твинсан (Twinsun), а главного героя зовут Твинсен (Twinsen).
Текст из заставки игры:
Твинсан — относительно молодая планета на самом краю галактики. Её орбита стабилизировалась меж двух солнц.
Огромный горный массив, протянувшийся вдоль экватора, разделяет планету на две половины, каждая из которых обогревается своим солнцем.
Северное полушарие теплее, чем Южное. За исключением полюсов, климат на планете довольно мягкий. Таким образом, условия на планете благоприятны для формирования различных форм жизни. В ходе эволюции появились четыре разумные расы: Люди, Сфероиды, Зайцекролики и Слоны. Все они жили в гармонии, пока тиран по имени ФонФрог не захватил власть в свои грязные руки.

## Игра
Little Big Adventure выполнена в псевдо-трёхмерной изометрической перспективе. Все персонажи и транспортные средства в игре состоят из полигонов, что позволяет свободно вращать и передвигать их. Игровой мир делится на сцены — небольшие части игры, которые активны в данный момент. Когда игрок покидает сцену, игра автоматически сохраняется. После выполнения некоторых заданий игроку показывают видеоролики. В CD-ROM версии игры вся речь персонажей озвучена, в версии на дискетах речь персонажей представлена только в виде текста. Игровой мир, для своего времени, очень велик — игрок может посетить 11 островов и свыше 120 сцен. Локации включают пустыню, горный массив под названием «Гамалайские горы», стройку и деревню повстанцев, атакованную ракетами.
Жанр игры — приключенческий боевик. Игрок может свободно перемещаться по игровому миру, постепенно открывая новые острова и выполняя разнообразные задания, многие из которых нелинейны и необязательны для прохождения игры.
Взаимодействие с окружающим миром играет важную роль в Little Big Adventure. Практически со всеми персонажами можно поговорить, а враги часто занимаются своими делами до прихода игрока. Искусственный интеллект игры был особенно хорош для своего времени, например, враги могли предупреждать других о приходе игрока с помощью сигнала тревоги, тогда как в таких играх как Doom, вышедших в тот же временной период, они могли только идти в сторону игрока и стрелять.
В игре автоматическая система сохранений. Файл сохранения имеет то же название, что и имя игрока, указанное им в начале игры. Игра сохраняется каждый раз, когда игрок переходит в новую сцену, вручную сохраниться нельзя.

### Манеры поведения и геймплей
Персонажа под управлением игрока зовут Твинсен. Игрок управляет движением Твинсена с помощью курсорных клавиш. У Твинсена есть четыре манеры поведения
- Нормальная (Normal): при нормальной манере Твинсен ходит как обычно и может взаимодействовать с предметами, персонажами, а также обыскивать такие объекты, как мусорные баки и сундуки. Атакует он просто, без особых эффектов и преимуществ, магический шар кидает со средней силой. При атаке саблей, Твинсен бьёт примерно дважды в секунду.
- Атлетическая (Athletic): в этом режиме Твинсен может бегать и прыгать. При использовании оружия он движется очень быстро. Магический шар летит чуть дальше, чем при обычной манере. Удар саблей наносит большие повреждения врагу, стоящему прямо перед ним. Также в этом режиме Твинсен получает повреждения при ударе об стену и может погибнуть.
- Агрессивная (Aggressive): это боевой режим, в нём Твинсен атакует серией ударов руками и ногами, а оружие наносит больше повреждений. Шар бьёт сильнее, чем в атлетическом режиме, используя же саблю Твинсен исполняет комбинацию, заканчивающуюся ударом с разворота.
- Осторожная (Discreet): в этом режиме Твинсен двигается на цыпочках и может прятаться. Это пригодится в том случае, если ему нужно пробраться мимо неубиваемых врагов. При использовании оружия, Твинсен бьёт очень медленно, а магический шар подкидывает наверх.

Игроку в процессе игры встречаются транспортные средства, помогающие перемещаться по острову и между островами.

### Инвентарь
Твинсен может хранить найденные объекты в инвентаре. У каждого объекта есть своё место.
У игрока есть четыре уровня магии, которые может получить подобрав тунику предков, книгу Бу, медальон Сенделл и флакон Чистой воды. Магические уровни имеют критическое значение, так как некоторые враги не могут быть повержены, если игрок недостаточно силён. Уровень клонов Фанфрока может быть определён по их цвету.
В Little Big Adventure в качестве оружия используется три предмета — магический шар, сабля и нитро-пингвин. В продолжении добавлены новые предметы, такие как духовая трубка и лазерный пистолет.

## Отзывы
| Русскоязычные издания | Русскоязычные издания |
| Издание               | Оценка                |
| --------------------- | --------------------- |
| StopGame.ru           | Похвально             |